# Luis Enrique Benítez Ojeda
Luis Enrique Benítez Ojeda (Victoria de Durango, Durango, 20 de octubre de 1969) es un político mexicano miembro del Partido Revolucionario Institucional,fue elegido diputado federal en la LX Legislatura de la Cámara de Diputados del Congreso de la Unión, electo diputado en la LXV, LXVII y LXIX Legislatura del Congreso del Estado de Durango.
De igual manera, fue presidente del comité directivo estatal del Partido Revolucionario Institucional para el periodo 2017-2021. Actualmente es diputado en Durango por la vía de representación proporcional para el periodo 2021-2024.
Luis Enrique Benítez Ojeda es Licenciado en Derecho, con Maestría en Derecho Constitucional; en la estructura de su partido ha sido líder juvenil y Secretario General del Comité Municipal en Durango, Secretario de Acción Electoral y Secretario General del Comité Estatal y Coordinador del Movimiento Territorial; además se ha desempeñado como Director Académico del Colegio de Bachilleres del Estado de Durango y Jefe de la Unidad de Atención al Derechohabiente y Comunicación Social del Instituto de Seguridad y Servicios Sociales para los Trabajadores del Estado (ISSSTE), Director de Desarrollo Social y Subsecretario del Ayuntamiento del municipio de Durango y Secretario de Desarrollo Social y de Contraloría y Modernización Administrativa del estado, en las administraciones encabezadas por Ismael Hernández Deras y Jorge Herrera Caldera.
Fue elegido diputado federal por el I Distrito Electoral Federal de Durango a la LX Legislatura de 2006 a 2009, en la que fue miembro de las comisiones de Comunicaciones y de Justicia, además de vocero del grupo parlamentario del PRI.
Se le ha criticado el apoyo que como diputado en el Congreso del Estado de Durango, brindó de manera pública y enfática a la reforma de la Ley Orgánica de la Universidad Juárez del Estado de Durango (máxima casa de estudios de esa entidad federativa); al grado que se le conoció como la "ley Benítez". En realidad la propuesta la envió el entonces gobernador del Estado C.P. Ismael Hernández Deras y estuvo apoyada por el Congreso del Estado. Dicha ley fue considerada por un sector de la comunidad universitaria, como invasiva de la autonomía de la universidad ya citada, y generó mala imagen pública al entonces diputado Benítez.
Su proyecto más relevante como legislador ha sido la propuesta de una nueva Constitución Política del Estado de Durango, materia de la que es un gran conocedor. Los desacuerdos políticos dieron como resultado una Constitución reformada en 2013 que no contempla muchas de las ideas aportadas por Benítez Ojeda, sin embargo, no han perdido actualidad.